# 龐泮
龐泮（1450年—1516年），字原化，號芹斋、又号石壁，浙江台州府天台縣人，明朝政治人物，進士出身。

## 生平
生正統庚午年（即景泰元年），成化十三年（1477年）丁酉科浙江鄉試舉人，二十年（1484年）登甲辰科進士，二十三年十一月授工科給事中。弘治八年（1495年），升刑科都給事中，并救副使楊茂元等人。弘治九年（1496年）因岷王朱膺鉟彈劾武岡州知州劉遜，被牽連下獄。弘治十一年（1498年）升福建右參政，十五年擢河南右布政使，次年遷廣西左布政使，十八年致仕回鄉。正德十一年十二月卒于家，年六十七。配蒋氏，先卒，赠孺人。继室李氏。生子一，庞栎。

## 延伸阅读
[在维基数据编辑]
 《國朝獻徵錄·卷之一百一》，出自焦竑《國朝獻徵錄》
 《明史卷一百八十》，出自《明史》